# Atletismo nos Jogos Pan-Americanos de 1995 - 50 km marcha atlética masculina
A prova dos 50 km da marcha atlética masculina nos Jogos Pan-Americanos de 1995 foi realizada em 24 de março em Mar del Plata.

## Medalhistas
| Ouro                         | Prata                             | Bronze                    |
| Carlos Mercenario MEX México | Miguel Ángel Rodríguez MEX México | Julio Urías GUA Guatemala |

## Final
| Posição           | Nome                   | Nacionalidade      | Marca   | Notas |
| ----------------- | ---------------------- | ------------------ | ------- | ----- |
| Medalha de ouro   | Carlos Mercenario      | MEX México         | 3:47:55 |       |
| Medalha de prata  | Miguel Ángel Rodríguez | MEX México         | 3:48:22 |       |
| Medalha de bronze | Julio Urías            | GUA Guatemala      | 3:49:37 |       |
| 4                 | Tim Berrett            | CAN Canadá         | 3:52:04 |       |
| 5                 | Edel Oliva             | CUB Cuba           | 3:52:19 | NR    |
| 6                 | Allen James            | USA Estados Unidos | 3:59:27 |       |
| 7                 | Jorge Pino             | CUB Cuba           | 4:02:51 |       |
| 8                 | Hugo López             | GUA Guatemala      | 4:09:56 |       |
| 9                 | Andrzej Chylinski      | USA Estados Unidos | 4:12:39 | [ 2 ] |